# 傅德柯
傅德柯為中國清朝官員，本籍中國江西。傅德柯於1877年（光緒3年）於台灣台北地區代理擔任台灣府淡水縣知縣一職，是大台北地區的地方父母官。

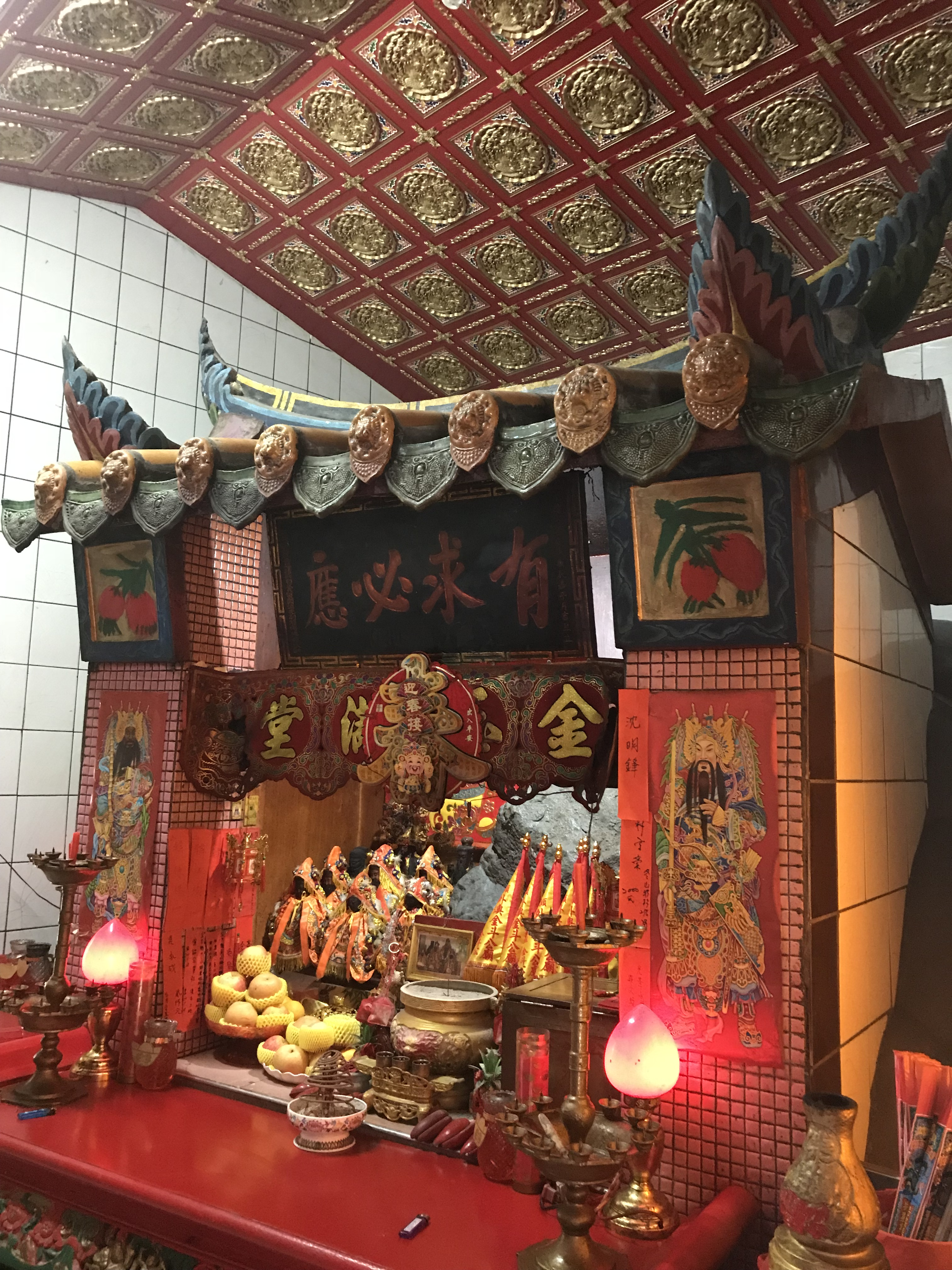
外澳金斗公廟有傅德柯「有求必應」匾。